# Клуж Арена
Клуж Арена — багатоцільовий стадіон у Клуж-Напока, Румунія. Це домашній стадіон для Універсітатя Клуж Ліги II й був завершений 1 жовтня 2011 року. Також це місце проведення Untold Festival. Об'єкт, що належить повітовій раді Клужу, може також використовуватися для проведення різноманітних заходів, таких як змагання з легкої атлетики та ігри з регбі. Він прийшов на зміну стадіону Іон Мойна, який був домашнім стадіоном для Универсітатя Клуж з 1919 року до кінця сезону 2007-08.
Стадіон вміщує 30 201 місце, що робить його шостим за величиною стадіоном у Румунії за кількістю місць. Має чотири двоярусні трибуни, всі вони закриті. Сидіння на стадіоні сірі.
Будівля розташована на захід від Центрального парку, поруч із річкою Сомешул-Мік і BTarena.

## Історія
Перший стадіон для футболу та легкої атлетики був побудований з 1908 по 1911 рік. Стадіон був відкритий у 1911 році й складався з однієї дерев'яної трибуни місткістю лише 1500 глядачів. Першою грою на новому стадіоні була товариська гра проти турецької команди «Галатасарай», яку «Клуж» виграв з рахунком 8–1.
Нові дерев'яні трибуни також будуються в 1961 році, збільшивши місткість до 28 000. Стадіон був названий на честь Іона Мойни, найшвидшого спринтера Європи 1948 року.
Демонтаж офіційно розпочався 20 листопада 2008 року.
Будівництво розпочато 16 липня 2009 року. Очікувалося, що стадіон буде завершено до 15 липня 2011 року. До липня 2011 року стадіон був готовий на 90 відсотків. Стадіон відкрив свої ворота для публіки 1 жовтня 2011 року. Через вісім днів на стадіоні виступили Scorpions. Шоу зібралося з аншлагом при 45-тисячному натовпі. На наступний день на «Клуж Арені» зіграли Smokie. Першим матчем на стадіоні стала гра між «Універсітатя» Клуж і «Кубань» Краснодар. Першим офіційним матчем став матч «Універсітатя» Клуж проти. ФК Брашов 17 жовтня 2011 року, який закінчив з рахунком 1–0.

## Міжнародні матчі збірної Румунії з футболу
| Дата              | Турнір               |                 |               | Результат | Відвідуваність |
| ----------------- | -------------------- | --------------- | ------------- | --------- | -------------- |
| 27 березня 2016   | Товариський          | Румунія         | Іспанія       | 0 — 0     | 28 000         |
| 4 вересня 2016    | Кваліфікація ЧС-2018 | Румунія         | Чорногорія    | 1 — 1     | 25 468         |
| 26 березня 2017   | Кваліфікація ЧС-2018 | Румунія         | Данія         | 0 — 0     | 26 895         |
| 13 червня 2017    | Товариський          | Румунія         | Чилі          | 3 — 2     | 9 000          |
| 16 червня 2018    | Товариський          | Легенди Румунії | Легенди Барси | 0 — 2     | 28 000         |
| 17 листопада 2022 | Товариський          | Румунія         | Словенія      | 1 — 2     |                |

## Інші події

### Концерти
| Концерти на Cluj Arena        | Концерти на Cluj Arena | Концерти на Cluj Arena                     | Концерти на Cluj Arena |
| Дата                          |                        | Тур                                        | Відвідуваність         |
| ----------------------------- | ---------------------- | ------------------------------------------ | ---------------------- |
| 8 жовтня 2011 року            | Scorpions              | Отримайте свій Sting і Blackout World Tour | 40 000                 |
| 9 жовтня 2011 року            | Smokie                 |                                            | 20 000                 |
| 19 липня 2012 року            | Roxette                | Світове турне                              | 22 000                 |
| 7 червня 2013 року            | Deep Purple            | Музичний фестиваль Cluj Arena              | 20 000                 |
| 8 червня 2013 року            | UB40                   | Музичний фестиваль Cluj Arena              | 13 000                 |
| 17 травня 2014 року           | різні                  | Forza ZU                                   | 55 000                 |
| 30 липня — 2 серпня 2015 року | різні                  | Untold Festival                            | 240 000                |
| 4-7 серпня 2016 року          | різні                  | Untold Festival                            | 300 000                |
| 25 червня 2017                | Андреа Бочеллі         | Світовий тур Андреа Бочеллі 2017           | 15 000                 |
| 23 липня 2017 року            | Depeche Mode           | Global Spirit Tour                         | 31,923                 |
| 2-5 серпня 2018 року          | різні                  | Untold Festival                            | 355 000                |
| 1-4 серпня 2019 року          | різні                  | Untold Festival                            | 372 000                |
| 9-12 вересня 2021 року        | різні                  | Untold Festival                            | 265 000                |

## Галерея

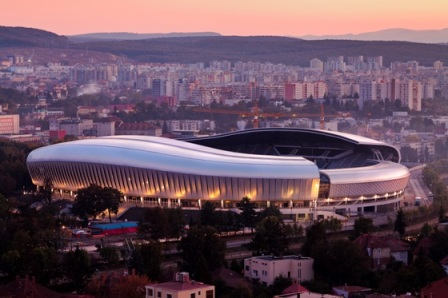
Cluj Arena вночі
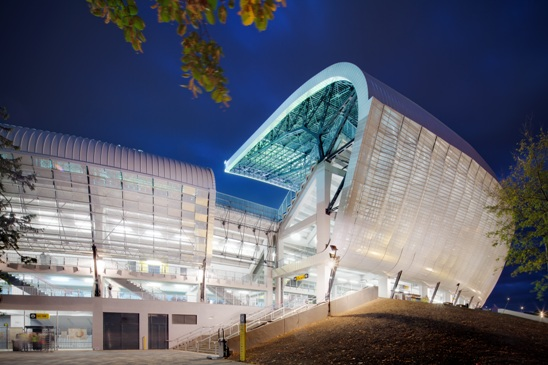
Cluj Arena вночі (зовнішні стіни)
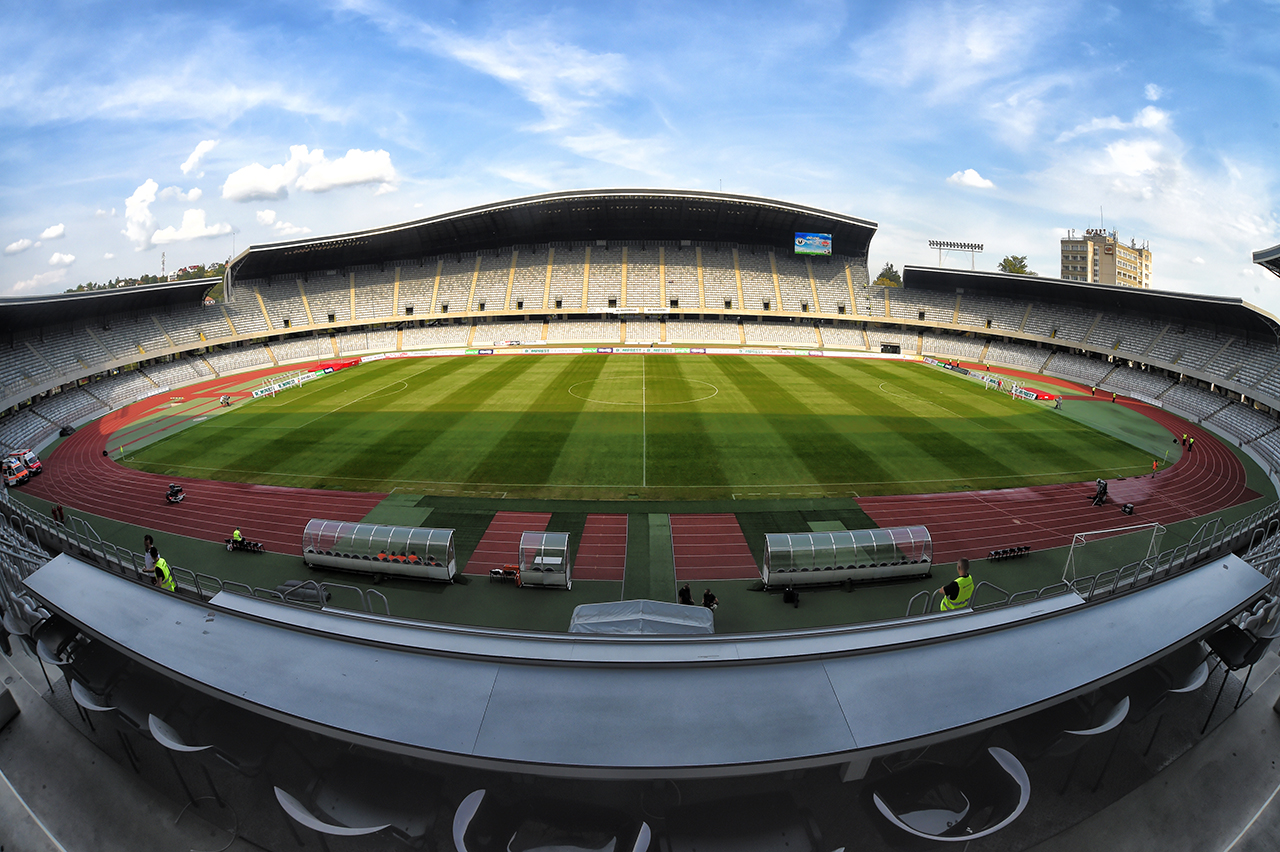
Вид з верхнього ярусу головної трибуни Cluj Arena
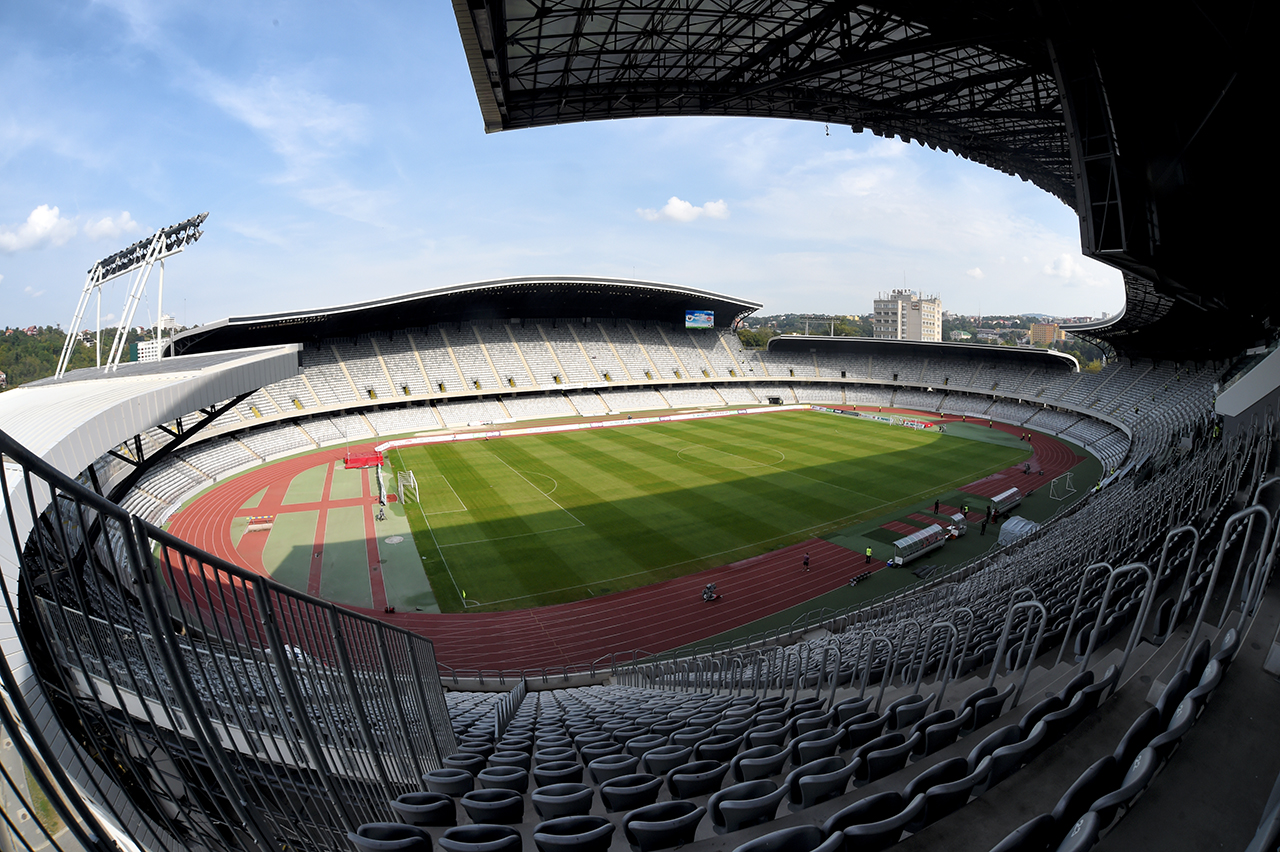
Вид з верхнього ярусу головної трибуни Cluj Arena (II)
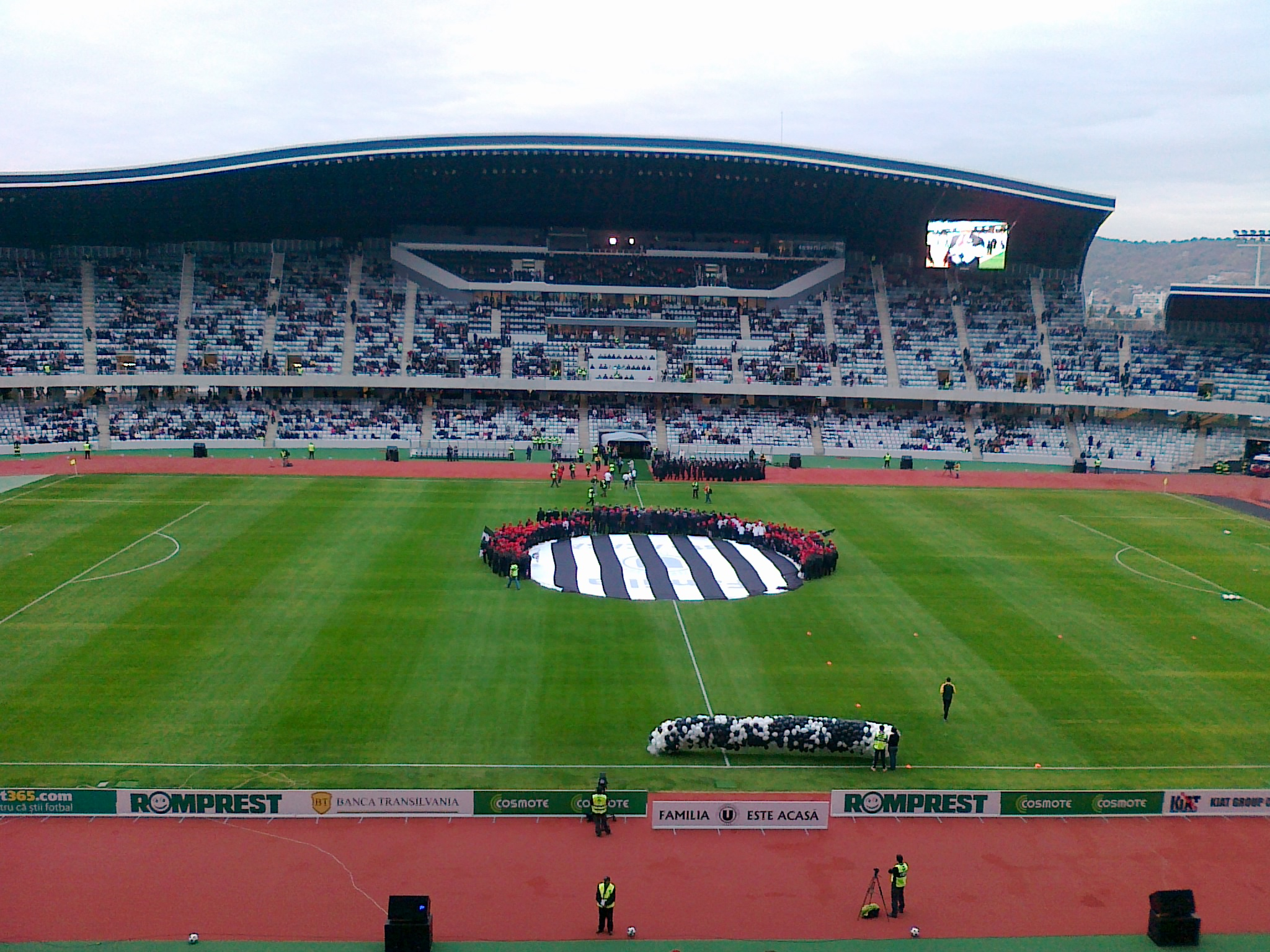
Інавгураційний матч стадіону 2011 року
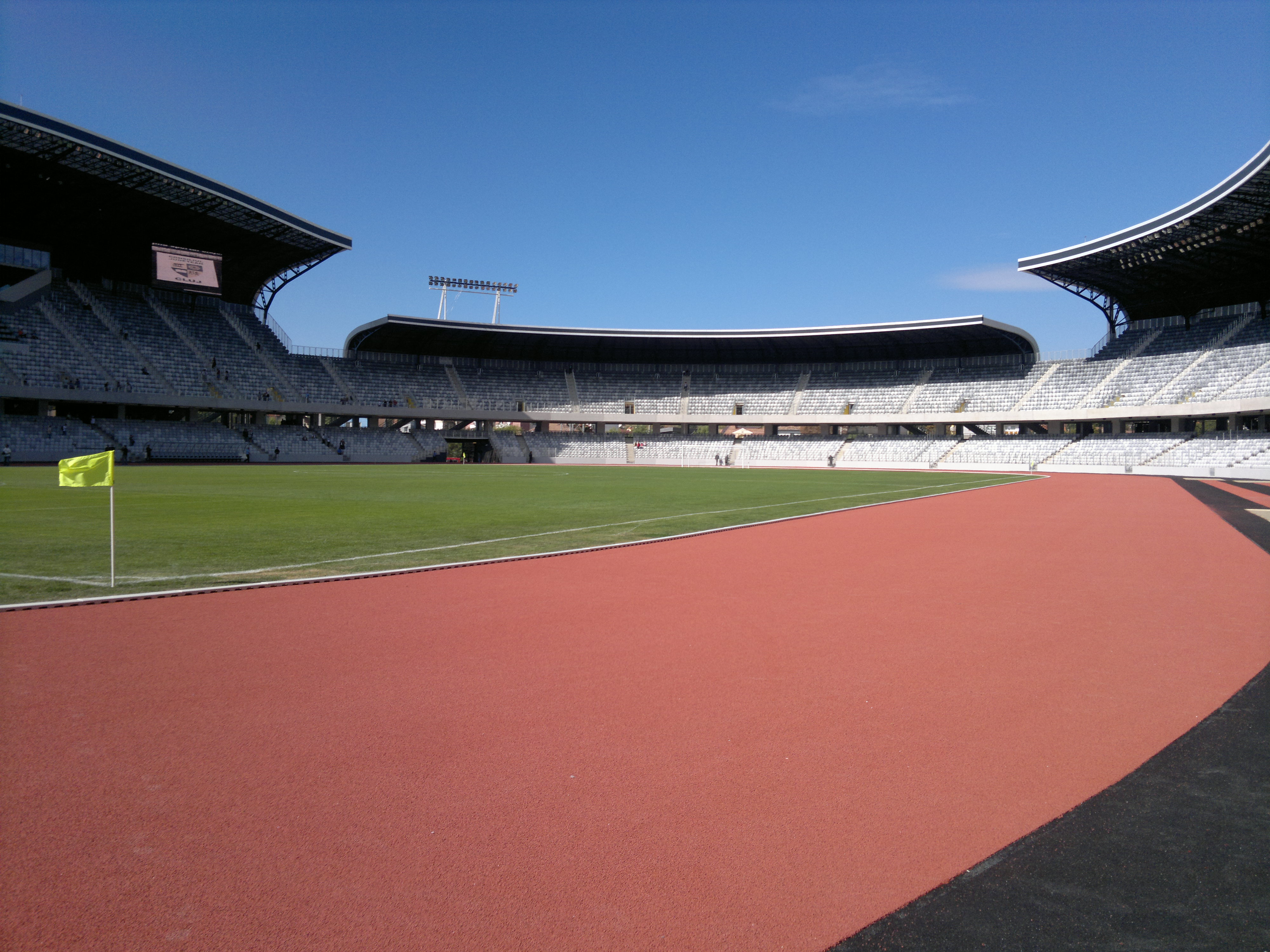
Мальовничий вид з поля